# Karangdowo (Weleri)
Karangdowo is een bestuurslaag in het regentschap Kendal van de provincie Midden-Java, Indonesië. Karangdowo telt 2377 inwoners (volkstelling 2010).